# Fresneda de Sepúlveda
Fresneda de Sepúlveda es una localidad perteneciente al municipio de Sotillo, en la provincia de Segovia, comunidad autónoma de Castilla y León, España. Clasificada como entidad singular, contaba en 2024 con 2 habitantes.
Dentro del Ochavo de la Sierra y Castillejo de la Comunidad de Villa y Tierra de Sepúlveda, está situada sobre un cerrillo a 1000 msnm en el centro de una llanura, una campiña de cereales, girasoles y otros cultivos. Es accesible desde una carretera que llega hasta Duruelo, a 2,5 km.
La primera referencia que existe de esta aldea se encuentra en un documento de reparto de las rentas capitulares del cabildo segoviano de 1247. Su término perteneció al mayorazgo de Gabriel de Vellosillo.

## Demografía
| 9             | 8 | 8 | 7 | 6 | 6 | 5 | 4 | 3 | 2 | 2 | 2 | 2 |
| (Fuente: INE) |   |   |   |   |   |   |   |   |   |   |   |   |

## Cultura

### Patrimonio
- Ruinas de la iglesia parroquial de San Miguel, templo románico del que queda en pie su portada de ingreso con tres arquivoltas la adornadas y poyada aún la central en capiteles decorados, sus muros maestros y la espadaña rematada por un frontón triangular y dos troneras de medio punto, a la que se adosaba una llamativa escalera exterior recientemente arruinada. La imagen del santo se rescató y se guarda en una de las casas del pueblo;
- Dos pozos construidos en el año 1836;
- Maquinaria agrícola antigua expuesta en las calles;
- Fuente de Pracubo, próxima al casco urbano;
- Ermita de Santa Isabel, también en ruinas.[2][6][7][5]

### Fiestas
- Santa Isabel, el 2 de julio, con una misa en la ermita;
- San Miguel, el 29 de septiembre, incluye una misa con la imagen del santo.[2][6][7][4]